# Pol del Bon Govern
Pol del Bon Govern (PBG) fou una coalició electoral italiana constituïda per a les eleccions legislatives italianes de 1994, sota el patrocini de Silvio Berlusconi, que es presentà a les circumscripcións del Centre i Sud d'Itàlia. La idea fou de Giuliano Urbani, un dels dirigents de Forza Italia, equivalent al Pol de les Llibertats i formada pels partits: 
- Forza Italia, centredreta, de Silvio Berlusconi, amb ex DCI i PCI
- Centre Cristià Democràtic (CCD), ex DCI que no s'uniren al PPI, per Pier Ferdinando Casini i Clemente Mastella
- Unió de Centre (UdC) amb ex PLI, dirigits per Alfredo Biondi i Raffaele Costa
- Alleanza Nazionale (AN), conservadors nacionals, antic MSI-DN, dirigit per Gianfranco Fini

A les regions on s'arribà a un acord, AN presentà els seus propis candidats, contra els de PdL i FI. Ambdúes coalicions s'ajuntaren el 1996 i van prendre el nom de Pol per les Llibertats.

## Resultats electorals
|                   | Vots              | %    | Escons |     |
| Legislatives 1994 | majoritari Cambra |      |        | 129 |
| Senat             | 4.544.573         | 13,7 | 64     |     |